# 司馬鬱
秦王司馬鬱（3世纪—300年），西晋淮南王司马允子，晋武帝孙。
司马允嫡兄秦王司马柬死后无子，由司馬鬱出继，袭封秦王。
永康元年（300年），司马允起兵讨伐叔祖父相国赵王司马伦，被害，司馬鬱与两位兄弟一并遇害。
| 前任： 伯父兼嗣父司马柬 | 晋朝秦王 291年－300年 | 繼任： 堂弟司马邺 |